# USS General Greene
El USS General Greene fue una fragata de la Armada de los Estados Unidos que participó durante la Cuasi-Guerra con Francia así como también en la Guerra de los Cuchillos (1799-1800) a favor de las tropas negras de Toussaint Louverture en Haití. 

## Construcción
La fragata fue construida bajo contrato durante el gobierno de Benjamin Talman y James De Wolf en la localidad de Warren en Rhode Island. Fue bautizado con el nombre de Nathaneal Greene en homenaje a ese general que había peleado durante la Revolución Americana. El barco fue botado al agua el 21 de enero de 1799 y puesta bajo el mando del capitán Christopher R. Perry . El hijo de Perry, un joven guardiamarina llamado Oliver Hazard Perry , fue asignado al barco de su padre. 
El general Greene zarpó el 2 de junio de 1799 y se unió al gobernador Jay en el envío de cinco buques mercantes a La Habana. Los daños sufridos por un fuerte vendaval hicieron que se detuviera en La Habana para reparaciones, y su tripulación se vio afectada por la fiebre amarilla. Murieron más de 20 y la fragata regresó a Newport, Rhode Island, el 27 de julio solo con 37 hombres en diversas etapas de recuperación. Después de una limpieza a fondo, fumigación y cambio de lastre, partió de Newport el 23 de septiembre de 1799 para tomar estación en Cabo Haitiano en Saint-Domingue (actual Haití).

### Guerra de los cuchillos
El general Greene permaneció frente a Santo Domingo durante los siguientes seis meses. Drante ese lapso de tiempo y en compañía de Boston, el 1 de diciembre de 1799 ayudó en la captura de la goleta Flying Fish y retomó la goleta estadounidense Weymouth, que había sido capturada por el corsario francés Hope. 
Pero gran parte de su tiempo lo dedicó a observar la rebelión contra el general Toussaint Loverture en Haití. EL USS General Greene bloqueó el puerto de Jacmel para cortar el suministro de los mulatos de André Rigaud, y dio apoyo directo con los disparos al ejército del general Toussaint en la captura de Jacmel el 27 de febrero de 1800. Permaneció en Jacmel como posible refugio para los ciudadanos estadounidenses hasta el 27 de abril, cuando zarpó para regresar a Estados Unidos pero a bordo de la fragata también se encontraban dos representantes enviados por General Toussaint para una audiencia con el presidente estadounidense, John Adams. Al detenerse en Nueva Orleans, embarcó al general James Wilkinson y su familia para transportarlos a casa. El barco luego procedió como escolta de 12 buques mercantes con destino a La Habana. Finalmente regresó a Newport, llegando el 21 de julio de 1800.
La tripulación del USS General Greene fue dada de baja y la fragata permaneció inactiva en Newport, hasta que el Capitán Perry fue retirado bajo la Ley de Establecimiento de la Paz del 3 de abril de 1801, después de lo cual fue guardada en el Washington Navy Yard. Poco tiempo después sirvió como una enfermería flotante para la fragata Constellation en 1803 y quedó reducida simplemente a un casco en 1805.
Finalmente el USS "General Greene" fue destruido por el fuego de las llamas el 24 de agosto de 1814 cuando las tropas británicas capturaron Washington D. C. durante la Guerra de 1812.